# Слудна
Слу́дна (рос. Слудная) — присілок у складі Верховазького району Вологодської області, Росія. Входить до складу Верхівського сільського поселення.

## Населення
Населення — 82 особи (2010; 119 у 2002).
Національний склад (станом на 2002 рік):
- росіяни — 97 %